# SBS Ingigajo
Az SBS Ingigajo (hangul: SBS 인기가요, RR: SBS Ingigayo), angol címén The Music Trend (népszerű nevén Inkigayo, korábbi angol nevén Popular Song) egy népszerű dél-koreai zenei program az SBS csatornán, melyet vasárnaponként vetítenek. A műsorban a meghívott előadók élőben lépnek fel, a heti legnépszerűbb dalokat pedig díjazzák.

## Részei

### Super Rookie
A Super Rookie győztes újonc előadóját a hónap végén választják ki a hetente élőben fellépő újonc előadók közül, a műsor honlapjára érkezett szavazatok alapján.
2008
- április - Peter (피터)
- május - Deb (뎁)
- június - NAVI
- július - H7
- augusztus - TGUS
- szeptember - 2AM
- október - Symmetry
- november - IU
- december - XING

2009
- január - ZY
- február - Achtung (악퉁)
- március - Maydoni (메이다니)
- április - JUMPER
- május - AJ
- június - Answer
- július - SOOLj (술제이)
- augusztus - 4Minute
- szeptember - Supreme Team
- október - B2Y
- november - SHU-I
- december - BEAST

2010
- január - Jung Suk (정석)
- február - Shaun L (션엘)
- március - MIJI (미지)
- június - Kim Yeo-hee (김여희)
- július - Ari (아리)
- augusztus - Teen Top
- szeptember - Go Eun (고은)
- október - Bohemian (보헤미안)
- november - Bebe Mignon (베베미뇽)
- december - One Way

### Digitális slágerlista
A Digitális slágerlista (Digital Music Charts) a mobiltelefonos és internetes letöltések alapján a hét legnépszerűbb öt dalát mutatja be.

### Take 7 és Mutizen-dal
A Take 7 programrészben az aktuális héten legnépszerűbb hét dalt mutatják be, általában élő fellépések kíséretében. A programrész végén a legnépszerűbb dal megkapja a Mutizen (Music+Netizen szavak összetétele) díjat. Egy dal háromszor kaphatja csak meg a Mutizen-díjat, ezután leveszik a listáról. Ezeket a dalokat Tripla-koronás daloknak nevezik.

#### Első helyezett dalok

##### 1998
Február
- 1998.02.01 - Turbo1. - 회상 (December)1.
- 1998.02.08 - Turbo2. - 회상 (December)2.
- 1998.02.15 - Turbo3. - 회상 (December)3.
- 1998.02.22 - S.E.S.1. - I'm Your Girl1.

Március
- 1998.03.01 - S.E.S.2. - I'm Your Girl2.
- 1998.03.08 - Pak Csinjong1. - HONEY1.
- 1998.03.15 - Pak Csinjong2. - HONEY2.
- 1998.03.22 - Szin Szunghun1. - 지킬수 없는 약속 (A Promise I Can't Follow)1.
- 1998.03.29 - Szin Szunghun2nd - 지킬수 없는 약속 (A Promise I Can't Follow)2.

Április
- 1998.04.05 - Szin Szunghun3. - 지킬수 없는 약속 (A Promise I Can't Follow)3.
- 1998.04.12 - S.E.S.3. - Oh, My Love1.
- 1998.04.19 - COOL1. - 애상 (Sorrow)1.
- 1998.04.26 - Pak Csijun1. - 하늘색 꿈 (Sky Blue Colored Dream)1.

Május
- 1998.05.03 - COOL2. - 애상 (Sorrow)2.
- 1998.05.10 - COOL3. - 애상 (Sorrow)3.
- 1998.05.17 - Im Cshangdzsong1. - 별이 되어 (Be A Star)1.
- 1998.05.24 - Im Cshangdzsong2. - 별이 되어 (Be A Star)2.
- 1998.05.31 - nem volt adás

Június
- 1998.06.07 - Ju Szungdzsun1. - 나나나 (Na Na Na)1.
- 1998.06.14 - Ju Szungdzsun2nd - 나나나 (Na Na Na)2.
- 1998.06.21 - Ju Szungdzsun3rd - 나나나 (Na Na Na)3.
- 1998.06.28 - Ju Szungdzsun4th - 나나나 (Na Na Na)4.

Július
- 1998.07.05 - DIVA1. - 왜 불러 (Why Do U Call Me)1.
- 1998.07.12 - Kim Mindzsong1. - 착한 사랑 (Sincere Love)1.
- 1998.07.19 - Kim Mindzsong2. - 착한 사랑 (Sincere Love)2.
- 1998.07.26 - Kim Hjondzsong1. - 그녀와의 이별 (Breakup With Her)1.

Augusztus
- 1998.08.02 - Ju Szungdzsun5. - 나나나 (Na Na Na)5.
- 1998.08.09 - Kim Hjondzsong2. - 그녀와의 이별 (Breakup With Her)2.
- 1998.08.16 - Kim Hjondzsong3. - 그녀와의 이별 (Breakup With Her)3.
- 1998.08.23 - Kim Hjondzsong4. - 그녀와의 이별 (Breakup With Her)4.
- 1998.08.30 - Sechs Kies1. - Road Fighter1.

Szeptember
- 1998.09.06 - Fin.K.L1. - 내 남자친구에게 (To My Boyfriend)1.
- 1998.09.13 - Fin.K.L2. - 내 남자친구에게 (To My Boyfriend)2.
- 1998.09.20 - Kim Hjondzsong5. - 혼자한 사랑 (Lonely Love)1.
- 1998.09.27 - Sechs Kies2. - 무모한 사랑 (Reckless Love)1.

Október
- 1998.10.04 - Om Dzsonghva1. - 포이즌 (Poison)1.
- 1998.10.11 - Sechs Kies3. - 무모한 사랑 (Reckless Love)2.
- 1998.10.18 - H.O.T.1. - 열맞춰 (Line Up)1.
- 1998.10.25 - nem volt adás

November
- 1998.11.01 - H.O.T.2. - 열맞춰 (Line Up)2.
- 1998.11.08 - Turbo4th - 애인이 생겼어요 (I Got a Girlfriend)1.
- 1998.11.15 - Fin.K.L3. - 루비 (Ruby)1.
- 1998.11.22 - Fin.K.L4. - 루비 (Ruby)2.
- 1998.11.29 - H.O.T.3. - 빛 (Hope)1.

December
- 1998.12.06 - H.O.T.4. - 빛 (Hope)2,
- 1998.12.13 - H.O.T.5. - 빛 (Hope)3.
- 1998.12.20 - Sechs Kies4. - 커플 (Couple)1.
- 1998.12.27 - nem volt adás

##### 1999
Január 
- 1999.01.03 - Sechs Kies5. - 커플 (Couple)2.
- 1999.01.10 - S.E.S.4. - Dreams Come True1.
- 1999.01.17 - Turbo5th - X1.
- 1999.01.24 - 1TYM1. - 1TYM1.
- 1999.01.31 - S.E.S.5th - 너를 사랑해 (I Love You)1.

Február
- 1999.02.07 - 1TYM2. - 1TYM2.
- 1999.02.14 - 1TYM3. - 1TYM3.
- 1999.02.21 - nem volt adás
- 1999.02.28 - S.E.S.6. - 너를 사랑해 (I Love You)2.

Március
- 1999.03.07 - S.E.S.7. - 너를 사랑해 (I Love You)3.
- 1999.03.14 - Roo'ra1. - 기도 (Good)1.
- 1999.03.21 - Roo'ra2. - 기도 (Good)2.
- 1999.03.28 - Roo'ra3. - 기도 (Good)3.

Április
- 1999.04.04 - Kim Hjondzsong6. - 되돌아온 이별 (Separation Can Come Back)1.
- 1999.04.11 - Kim Hjondzsong7. - 되돌아온 이별 (Separation Can Come Back)2.
- 1999.04.18 - Kim Hjondzsong8. - 되돌아온 이별 (Separation Can Come Back)3.
- 1999.04.25 - Im Cshangdzsong3. - Love Affair1.

Május
- 1999.05.02 - Im Cshangdzsong4. - Love Affair2.
- 1999.05.09 - Ju Szungdzsun6. - 열정 (Passion)1.
- 1999.05.16 - Ju Szungdzsun7. - 열정 (Passion)2.
- 1999.05.23 - nem volt adás
- 1999.05.30 - Ju Szungdzsun8. - 열정 (Passion)3.

Június
- 1999.06.06 - Ju Szungdzsun9. - 열정 (Passion)4.
- 1999.06.13 - Fin.K.L5. - 영원한 사랑 (Forever Love)1.
- 1999.06.20 - Fin.K.L6. - 영원한 사랑 (Forever Love)2.
- 1999.06.27 - Fin.K.L7. - 영원한 사랑 (Forever Love)3.

Július
- 1999.07.04 - Shinhwa1. - T.O.P1.
- 1999.07.11 - Ju Szungdzsun10. - 슬픈 침묵 (Sad Silence)1.
- 1999.07.18 - Shinhwa2. - T.O.P2.
- 1999.07.25 - Om Dzsonghva2. - 몰라 (I Don't Know)1.

Augusztus
- 1999.08.01 - Fin.K.L8. -자존심 (Pride)1.
- 1999.08.08 - Country Kko Kko1. - 일심 (One Heart)1.
- 1999.08.15 - Shinhwa3. - Yo!1.
- 1999.08.22 - Shinhwa4. - Yo!2.
- 1999.08.29 - Baby V.O.X.1. - Get Up1.

Szeptember
- 1999.09.05 - Pak Csijun2. - 가버려 (Go Away)1.
- 1999.09.12 - Sechs Kies6. - Com' Back1.
- 1999.09.19 - Sechs Kies7. - Com' Back2.
- 1999.09.26 - Sechs Kies8. - Com' Back3.

Október
- 1999.10.03 - H.O.T.6. - 아이야 (I Yah)1.
- 1999.10.10 - H.O.T.7. - 아이야 (I Yah)2.
- 1999.10.17 - nem volt adás
- 1999.10.24 - H.O.T.8. - 아이야 (I Yah)3.
- 1999.10.31 - Baby V.O.X.2. - Killer1.

November
- 1999.11.07 - Sechs Kies9. - 예감 (Premonition)1.
- 1999.11.14 - Cso Szongmo1. - For Your Soul1.
- 1999.11.21 - Sechs Kies10. - 예감 (Premonition)2.
- 1999.11.28 - I Dzsonghjon1. - 와 (Wa)1.

December
- 1999.12.05 - I Dzsonghjon2. - 와 (Wa)2.
- 1999.12.12 - Fin.K.L9. - To My Prince1.
- 1999.12.19 - Ju Szungdzsun11. - 비전 (Vision)1.
- 1999.12.26 - Ju Szungdzsun12. - 비전 (Vision)2.

##### 2000
Január 
- 2000.01.02 - Ju Szungdzsun13. - 비전 (Vision)3.
- 2000.01.09 - g.o.d1. - 사랑해 그리고 기억해 (Love and Memory)1.
- 2000.01.16 - I Dzsonghjon3. - 바꿔 (Change)1.
- 2000.01.23 - S.E.S.8. - Twilight Zone1.
- 2000.01.30 - SKY1. - 영원 (Forever)1.

Február
- 2000.02.06 - nem volt adás
- 2000.02.13 - Ju Szungdzsun14. - 연가 (Love Song)1.
- 2000.02.20 - Ju Szungdzsun15. - 연가 (Love Song)2.
- 2000.02.27 - Cso Szongmo2. - 가시나무 (Thorn Tree)1.

Március
- 2000.03.05 - g.o.d2. - 애수 (Sorrow)1.
- 2000.03.12 - g.o.d3. - 애수 (Sorrow)2nd
- 2000.03.19 - g.o.d4- - 애수 (Sorrow)3rd
- 2000.03.26 - Im Cshangdzsong5th - 나의 연인 (My Lover)1.

Április
- 2000.04.02 - Im Cshangdzsong6th - 나의 연인 (My Lover)2nd
- 2000.04.09 - g.o.d5th  - Friday Night1.
- 2000.04.16 - g.o.d6th  - Friday Night2nd
- 2000.04.23 - g.o.d7th  - Friday Night3rd
- 2000.04.30 - Chakra1. -한 (Hate)1.

Május
- 2000.05.07 - Kim Mindzsong3. - 왜 (Why)1.
- 2000.05.14 - Kim Mindzsong4. - 왜 (Why)2.
- 2000.05.21 - Kim Mindzsong5. - 왜 (Why)3.
- 2000.05.28 - nem volt adás

Június
- 2000.06.04 - 1TYM4. - One Love1.
- 2000.06.11 - Pek Csijong1. - Dash1.
- 2000.06.18 - Pek Csijong2. - Dash2.
- 2000.06.25 - J1. - 어제처럼 (Like Yesterday)1.

Július
- 2000.07.02 - Kim Hjondzsong9. - 멍 (Bruise)1.
- 2000.07.09 - Shinhwa5. - Only One1.
- 2000.07.16 - Shinhwa6. - Only One2.
- 2000.07.23 - Country Kko Kko2. - 오! 가니 (Kiss)1.
- 2000.07.30 - Country Kko Kko3. - 오! 가니 (Kiss)2.

Augusztus
- 2000.08.06 - I Dzsonghjon4. -너 (You)1.
- 2000.08.13 - I Dzsonghjon5. -너 (You)2.
- 2000.08.20 - Pek Csijong3. - Sad Salsa1.
- 2000.08.27 - Shinhwa7. -All Your Dreams1.

Szeptember
- 2000.09.03 - Hong Kyung-min1. - 흔들린 우정 (Broken Friendship)1.
- 2000.09.10 - Hong Kyung-min2nd - 흔들린 우정 (Broken Friendship)2nd
- 2000.09.17 - No Show
- 2000.09.24 - Jo Sung-mo3rd - 아시나요 (Do You Know)1.

Október
- 2000.10.01 - nem volt adás
- 2000.10.08 - Cso Szongmo4. - 아시나요 (Do You Know)2.
- 2000.10.15 - Cso Szongmo5. - 아시나요 (Do You Know)3.
- 2000.10.22 - H.O.T.9. - Outside Castle1.
- 2000.10.29 - H.O.T.10. - Outside Castle2.

November
- 2000.11.05 - H.O.T.11. - Outside Castle3rd
- 2000.11.12 - Fin.K.L10. - Now1.
- 2000.11.19 - Fin.K.L11. - Now2.
- 2000.11.26 - Fin.K.L12. - Now3.

December
- 2000.12.03 - g.o.d.8th - 거짓말 (Lies)1.
- 2000.12.10 - g.o.d.9th - 거짓말 (Lies)2.
- 2000.12.17 - g.o.d.10th - 거짓말 (Lies)3.
- 2000.12.24 - Ju Szungdzsun16. - 찾길 바래 (I'll Be Back)1.
- 2000.12.31 - No Show

##### 2001
Január 
- 2001.01.07 - Ju Szungdzsun17. - 찾길 바래 (I'll Be Back)2.
- 2001.01.14 - Ju Szungdzsun18. - 찾길 바래 (I'll Be Back)3.
- 2001.01.21 - Im Cshangdzsong7. - 날 닮은 너 (You're Like Me)1.
- 2001.01.28 - Im Cshangdzsong8. - 날 닮은 너 (You're Like Me)2.

Február
- 2001.02.04 - g.o.d.11. - 니가 필요해 (I Need You)1.
- 2001.02.11 - g.o.d.12. - 니가 필요해 (I Need You)2.
- 2001.02.18 - S.E.S.9. - 감싸 안으며 (Show Me Your Love)1.
- 2001.02.25 - S.E.S.10. -감싸 안으며 (Show Me Your Love)2.

Március
- 2001.03.04 - Position1. -I Love You1.
- 2001.03.11 - Position2. -I Love You2.
- 2001.03.18 - Position3. -I Love You3.
- 2001.03.25 - I Dzsihun1. - 인형 (Doll)1.

Április
- 2001.04.01 - Csha Thehjon1. - I Love You1.
- 2001.04.08 - Jinusean1. - A-Yo1.
- 2001.04.15 - S♯arp1. -Sweety1.
- 2001.04.22 - S♯arp2. - Sweety2.
- 2001.04.29 - Chakra2. -끝 (End)1.

Május
- 2001.05.06 - PSY1. - 새 (Bird)1.
- 2001.05.13 - Fin.K.L13. - 당신은 모르실거야 (You'll Never Know)1.
- 2001.05.20 - nem volt adás
- 2001.05.27 - Fin.K.L14. - 당신은 모르실거야 (You'll Never Know)2.

Június
- 2001.06.03 - Drunken Tiger1. - Good Life1.
- 2001.06.10 - Drunken Tiger2. - Good Life2.
- 2001.06.17 - Click-B1. - 백전무패 (Undefeatable)1.
- 2001.06.24 - PSY2. - 끝 (End)1.

Július
- 2001.07.01 - S♯arp3. - 백일기도 (100 Days Prayer)1.
- 2001.07.08 - Kim Gonmo1. - 짱가1.
- 2001.07.15 - Kim Gonmo2. - 짱가2.
- 2001.07.22 - Kim Gonmo3. - 짱가3.
- 2001.07.29 - Moonchild1. - 사랑하니까 (Because Of Love)1.

Augusztus
- 2001.08.05 - Pak Csinjong3. - 난 여자가 있는데 (I Have A Woman)1.
- 2001.08.12 - COOL4. - Jumpo Mambo1.
- 2001.08.19 - COOL5. - Jumpo Mambo2.
- 2001.08.26 - UN1. - 파도 (I Know)1.

Szeptember
- 2001.09.02 - S.E.S.11. - 꿈을 모아서 (Just In Love)1.
- 2001.09.09 - Shinhwa8. - Hey, Come On1.
- 2001.09.16 - Shinhwa9. - Hey, Come On2.
- 2001.09.23 - Im Cshangdzsong9. - 기다리는 이유 (Reason to Wait)1.
- 2001.09.30 - Im Cshangdzsong10. - 기다리는 이유 (Reason to Wait)2.

Október
- 2001.10.07 - Ju Szungdzsun19. - Wow1.
- 2001.10.14 - Ju Szungdzsun20. - Wow2.
- 2001.10.21 - Ju Szungdzsun21. - Wow3.
- 2001.10.28 - Wax1. -화장을 고치고 (Redoing My Makeup)1.

November
- 2001.11.04 - I Gicshan1. - 또 한번 사랑은 가고 (Love Has Left Again)1.
- 2001.11.11 - I Gicshan2. - 또 한번 사랑은 가고 (Love Has Left Again)2.
- 2001.11.18 - Kim Mindzsong6. -  You're My Life1st
- 2001.11.25 - Csang Nara1st -  고백 (Confession)1st

December
- 2001.12.02 - Csang Nara2. -  고백 (Confession)2.
- 2001.12.09 - g.o.d.13. -  길 (Road)1st
- 2001.12.16 - g.o.d.14. - 길 (Road)2.
- 2001.12.23 - g.o.d.15. - 길 (Road)3.
- 2001.12.30 - nem volt adás

##### 2002
| Január - 2002.01.06 - Tasha Reid1. - 시간이 흐른 뒤 (As Time Goes By)1. - 2002.01.13 - S#arp4. - 내입술 따뜻한 커피처럼 (My Lips Warm Like Coffee)1. - 2002.01.20 - Csang Nara3. - 4월 이야기 (April Story)1. - 2002.01.27 - g.o.d.16. - 니가 있어야 할 곳 (Place Where You Need To Be)1. Február - 2002.02.03 - g.o.d.17. - 니가 있어야 할 곳 (Place Where You Need To Be)2. - 2002.02.10 - g.o.d.18. - 니가 있어야 할 곳 (Place Where You Need To Be)3. - 2002.02.17 - jtL1. - A Better Day1. - 2002.02.24 - jtL2. - A Better Day2. Március - 2002.03.03 - jtL3. - A Better Day3. - 2002.03.10 - S.E.S.12. - U1. - 2002.03.17 - S.E.S.13. - U2. - 2002.03.24 - S.E.S.14. - U3. - 2002.03.31 - Fin.K.L15. - 영원 (Forever)1. Április - 2002.04.07 - Fin.K.L16. - 영원 (Forever)2. - 2002.04.14 - Fin.K.L17. - 영원 (Forever)3. - 2002.04.21 - Shinhwa10. - Perfect Man1. - 2002.04.28 - Shinhwa11. - Perfect Man2. Május - 2002.05.05 - Shinhwa12. - Perfect Man3. - 2002.05.12 - BoA1. - No.11. - 2002.05.19 - BoA2. - No.12. - 2002.05.26 - BoA3. - No.13. Június - 2002.06.02 - Country Kko Kko4. - 콩가 (Conga)1. - 2002.06.09 - Baby V.O.X.3. - 우연 (By Chance)1. - 2002.06.16 - Baby V.O.X.4. - 우연 (By Chance)2. - 2002.06.23 - Im Cshangdzsong11. - 슬픈 혼잣말 (Sad Monologue)1. - 2002.06.30 - Im Cshangdzsong12. - 슬픈 혼잣말 (Sad Monologue)2. Július - 2002.07.07 - Im Cshangdzsong13. - 슬픈 혼잣말 (Sad Monologue)3. - 2002.07.14 - Fly to .e Sky1. - Sea Of Love1. - 2002.07.21 - Fly to .e Sky2. - Sea Of Love2. - 2002.07.28 - Wheesung1. - 안되나요 (Can't You, Please)1. Augusztus - 2002.08.04 - Wheesung2. - 안되나요 (Can't You, Please)2. - 2002.08.11 - COOL6. - 진실 (Tru.)1. - 2002.08.18 - COOL7. - 진실 (Tru.)2. - 2002.08.25 - Szong Szikjong1. - 우린 제법 잘 어울려요 (We're A Well-Assorted Couple)1. Szeptember - 2002.09.01 - Mun Hidzsun1. - 아낌없이 주는 나무 (Generous...)1. - 2002.09.08 - Wax2. -부탁해요 (A Request From You)1. - 2002.09.15 - Wax3. - 부탁해요 (A Request From You)2. - 2002.09.22 - Kim Hjondzsong11. - 단칼 (Show Revolution)1. - 2002.09.29 - Kim Hjondzsong12. - 단칼 (Show Revolution)2. Október - 2002.10.06 - Rain1. - 안녕이란 말 대신 (Instead of Saying Goodbye)1. - 2002.10.13 - Kangta1. - 사랑은 기억보다 (Memories)1. - 2002.10.20 - I Szujong1. - 라라라 (La La La)1. - 2002.10.27 - nem volt adás November - 2002.11.03 - Csang Nara4. Sweet Dream1. - 2002.11.10 - BoA4. - VALENTI1. - 2002.11.17 - Pak Hjoszin1. - 좋은 사람 (Good Person)1. - 2002.11.24 - Pak Hjoszin2. - 좋은 사람 (Good Person)2. December - 2002.12.01 - PSY3. - 챔피언 (Champion)1. - 2002.12.08 - YG Family1. - 멋쟁이 신사 (Turn It Up)1. - 2002.12.15 - UN2. - Miracle1. - 2002.12.22 - UN3. - Miracle2. - 2002.12.29 - nem volt adás |

##### 2003
Január
- 2003.01.05 - I Gicshan3. - 감기 (A Cold)1.
- 2003.01.12 - Boohwal1st - Never Ending Story1.
- 2003.01.19 - Boohwal2nd - Never Ending Story2.
- 2003.01.26 - Csang Nara5th - Snow Man1.

#### Mutizen-díjazottak

##### 2003
Február
- 2003.02.02 - nem volt adás
- 2003.02.09 - Shinhwa13. - 너의 결혼식 (Your Wedding)1.
- 2003.02.16 - Shinhwa14. - 너의 결혼식 (Your Wedding)2.
- 2003.02.23 - nem volt adás

Március
- 2003.03.02 - g.o.d.19. - 0%1.
- 2003.03.09 - I Szujong3. - Good-bye1.
- 2003.03.16 - Click-B2. - Cowboy1.
- 2003.03.23 - NRG1. - Hit song1.
- 2003.03.30 - Pak Csijun3. - DJ1.

Április
- 2003.04.06 - Kim Gonmo4. - My son1.
- 2003.04.13 - NRG2. - Hit song2.
- 2003.04.20 - Cso Szongmo6. - 피아노 (Piano)1.
- 2003.04.27 - An Dzseuk1. - 친구 (Friend)1.

Május
- 2003.05.04 - Se7en1. - 와줘 (Come Back to Me)1.
- 2003.05.11 - Se7en2. - 와줘 (Come Back to Me)2.
- 2003.05.18 - nem volt adás
- 2003.05.25 - nem volt adás

Június
- 2003.06.01 - Baby V.O.X.5. - 나 어떡해 (What Should I Do)1.
- 2003.06.08 - Csha Thehjon2. - Again to me1.
- 2003.06.15 - Csha Thehjon3. - Again to me2.
- 2003.06.22 - BoA5. - 아틀란티스 소녀 (Atlantis Princess)1.
- 2003.06.29 - Koyote1. - 비상 (Emergency)1.

Július
- 2003.07.06 - BoA6. - 아틀란티스 소녀 (Atlantis Princess)2.
- 2003.07.13 - BoA7. - 아틀란티스 소녀 (Atlantis Princess)3.
- 2003.07.20 - Im Cshangdzsong14. - 소주한잔 (A Glass of Soju)1.
- 2003.07.27 - nem volt adás

Augusztus
- 2003.08.03 - COOL8. - 결혼을 할거라면 (If You Will Get Married)1.
- 2003.08.10 - COOL9. - 결혼을 할거라면 (If You Will Get Married)2.
- 2003.08.17 - COOL10. - 결혼을 할거라면 (If You Will Get Married)3.
- 2003.08.24 - Fly to the Sky3. - Missing you1.
- 2003.08.31 - Fly to the Sky4. - Missing you2.

Szeptember
- 2003.09.07 - I Hjori1. - 10minutes1.
- 2003.09.14 - I Hjori2. - 10minutes2.
- 2003.09.21 - I Hjori3. - 10minutes3.
- 2003.09.28 - jtL4. - Without your love1.

Október
- 2003.10.05 - Wheesung3. - With me1.
- 2003.10.12 - Wheesung4. - With me2.
- 2003.10.19 - S1. - I Swear1.
- 2003.10.26 - S2. - I Swear2.

November
- 2003.11.02 - S3. - I Swear3.
- 2003.11.09 - Rain2. - 태양을 피하는 방법 (Ways to Avoid the Sun)1.
- 2003.11.16 - No Show
- 2003.11.23 - Rain 3.- 태양을 피하는 방법 (Ways to Avoid the Sun)2.
- 2003.11.30 - Rain4. - 태양을 피하는 방법 (Ways to Avoid the Sun)3.

December
- 2003.12.07 - Wheesung5. - 다시 만난날 (The Day We Meet Again)1.
- 2003.12.14 - Lexy1. - 애송이 (Greenhorn)1.
- 2003.12.21 - Lexy2. - 애송이 (Greenhorn)2.
- 2003.12.28 - Szong Szikjong2. - 차마 (Endure)1.

##### 2004
Január
- 2004.01.04 - Csang Nara6. - 기도 (Pray)1.
- 2004.01.11 - Csang Nara7. - 기도 (Pray)2.
- 2004.01.18 - M.C. the MAX1. - 사랑의시 (Love's Poem)1.
- 2004.01.25 - M.C. the MAX2. - 사랑의시 (Love's Poem)2.

Február
- 2004.02.01 - 1TYM5. - HOT 뜨거 (HOT)1.
- 2004.02.08 - 1TYM6. - HOT 뜨거 (HOT)2.
- 2004.02.15 - M.C. the MAX3. - 사랑의시 (Love's Poem)3.
- 2004.02.22 - 1TYM7. - HOT 뜨거 (HOT)3.
- 2004.02.29 - Tei1. - 사랑은 향기를 남기고 (Love Leaves A Scent)1.

Március
- 2004.03.07 - Tei2. - 사랑은 향기를 남기고 (Love Leaves A Scent)2.
- 2004.03.14 - Tei3. - 사랑은 향기를 남기고 (Love Leaves A Scent)3.
- 2004.03.21 - M.C. the MAX4. - 그대는 눈물겹다 (When the Tears Lay)1.
- 2004.03.28 - TVXQ1. - Hug1.

Április
- 2004.04.04 - TVXQ2. - Hug2.
- 2004.04.11 - TVXQ3. - Hug3.
- 2004.04.18 - Koyote2. - 디스코왕 (Disco King)1.
- 2004.04.25 - nem volt adás

Május
- 2004.05.02 - Koyote3. - 디스코왕 (Disco King)2.
- 2004.05.09 - Cho PD1. - 친구여 (My Friend)1.
- 2004.05.16 - Koyote4. - 디스코왕 (Disco King)3.
- 2004.05.23 - Cho PD2. - 친구여 (My Friend)2.
- 2004.05.30 - MC Mong1. - 180도 (180 Degrees)1.

Június
- 2004.06.06 - nem volt adás
- 2004.06.13 - nem volt adás
- 2004.06.20 - MC Mong2. - 180도 (180 Degrees)2.
- 2004.06.27 - Koyote5. - 불꽃 (Fireworks)1.

Július
- 2004.07.04 - BoA8. - My name1.
- 2004.07.11 - BoA9. - My name2.
- 2004.07.18 - BoA10. - My name3.
- 2004.07.25 - Tim1. - 고마웠다고 (I Said Thanks)1.

Augusztus
- 2004.08.01 - Lyn1. - 사랑했잖아 (Used To Love)1.
- 2004.08.08 - Se7en3. - 열정 (Passion)1.
- 2004.08.15 - Se7en4. - 열정 (Passion)2.
- 2004.08.22 - I Szunggi1. - 내여자라니까 (Because You're My Girl)1.
- 2004.08.29 - Se7en5. - 열정 (Passion)3.

Szeptember
- 2004.09.05 - TVXQ4. - The Way U Are1.
- 2004.09.12 - BoA11th - Spark1.
- 2004.09.19 - BoA12th - Spark2.
- 2004.09.26 - Kim Dzsongguk1. - 한남자 (One Man)1.

Október
- 2004.10.03 - Kim Dzsongguk2. - 한남자 (One Man)2.
- 2004.10.10 - Shinhwa15. - Brand New1.
- 2004.10.17 - Shinhwa16. - Brand New2.
- 2004.10.24 - nem volt adás
- 2004.10.31 - Gummy1. - 기억상실 (Loss of Memory)1.

November
- 2004.11.07 - Rain5. - It's Raining1.
- 2004.11.14 - No Show
- 2004.11.21 - Rain6. - It's Raining2.
- 2004.11.28 - Rain7. - It's Raining3.

December
- 2004.12.05 - TVXQ5. - 믿어요 (I Believe)1.
- 2004.12.12 - Shinhwa17. - 열병 (Crazy)1.
- 2004.12.19 - Shinhwa18. - 열병 (Crazy)2.
- 2004.12.26 - Rain8. - I do1.

##### 2005
Január
- 2005.01.02 - TVXQ 6.- Triangle1.
- 2005.01.09 - g.o.d.20. - 보통날 (An Ordinary Day)1.
- 2005.01.16 - g.o.d.21. - 보통날 (An Ordinary Day)2.
- 2005.01.23 - M.C. the MAX5. - 행복하지 말아요 (Don't Say You're Happy)1.
- 2005.01.30 - g.o.d.22. - 반대가 끌리는 이유 (The Reason Why Opposites Attract)1.

Február
- 2005.02.06 - g.o.d.23. - 반대가 끌리는 이유 (The Reason Why Opposites Attract)2.
- 2005.02.13 - g.o.d.24. - 반대가 끌리는 이유 (The Reason Why Opposites Attract)3.
- 2005.02.20 - Tei4. - 사랑은 하나다 (Love Is... only one)1.
- 2005.02.27 - Tei5. - 사랑은 하나다 (Love Is... only one)2.

Március
- 2005.03.06 - Tei6. - 사랑은 하나다 (Love Is... only one)3.
- 2005.03.13 - M.C. the MAX6. - 이별이라는 이름 (A Name Called Leave)1.
- 2005.03.20 - Cso Szongmo7. - Mr.Flower1.
- 2005.03.27 - Buzz1. - 겁쟁이 (Coward)1.

Április
- 2005.04.03 - Cso Szongmo8. - Mr.Flower2.
- 2005.04.10 - Cso Szongmo9. - Mr.Flower3.
- 2005.04.17 - Buzz2. - 겁쟁이 (Coward)2.
- 2005.04.24 - Buzz3. - 겁쟁이 (Coward)3.

Május
- 2005.05.01 - Jewelry1. -  Superstar1.
- 2005.05.08 - Jewelry2. -  Superstar2.
- 2005.05.15 - SG Wannabe1. - 죄와벌 (Sin & Punishment)1.
- 2005.05.22 - SG Wannabe2. - 죄와벌 (Sin & Punishment)2.
- 2005.05.29 - Szong Szikjong3. -  잘지내나요 (Take Care)1.

Június
- 2005.06.05 - Szin Hjeszong1. - 같은생각 (Same Thought)1.
- 2005.06.12 - Szin Hjeszong2. -  같은생각 (Same Thought)2.
- 2005.06.19 - MC Mong3. - 천하무적 (Invincible)1.
- 2005.06.26 - YB1. - 사랑했나봐 (I Think I Loved You)1.

Július
- 2005.07.03 - MC Mong4. - 천하무적 (Invincible)2.
- 2005.07.10 - nem volt adás
- 2005.07.17 - BoA13. - Girls on top1.
- 2005.07.24 - BoA14. - Girls on top2.
- 2005.07.31 - BoA15. - Girls on top3.

Augusztus
- 2005.08.07 - Kim Dzsongguk3. - 제자리걸음 (Walking in the Same Place)1.
- 2005.08.14 - Kim Dzsongguk4. - 제자리걸음 (Walking in the Same Place)2.
- 2005.08.21 - Kim Dzsongguk5. - 제자리걸음 (Walking in the Same Place)3.
- 2005.08.28 - MC Mong5. - I Love U Oh Thank U1.

Szeptember
- 2005.09.04 - MC Mong6. - I Love U Oh Thank U2.
- 2005.09.11 - Kim Dzsongguk6. - 사랑스러워 (Lovely)1.
- 2005.09.18 - nem volt adás
- 2005.09.25 - Kim Dzsongguk7. - 사랑스러워 (Lovely)2.

Október
- 2005.10.02 - Kim Dzsongguk8. - 사랑스러워 (Lovely)3.
- 2005.10.09 - TVXQ7. - Rising Sun1.
- 2005.10.16 - TVXQ8. - Rising Sun2.
- 2005.10.23 - TVXQ9. - Rising Sun3.
- 2005.10.30 - Wheesung6. - Good bye luv1.

November
- 2005.11.06 - Wheesung7. - Good bye luv2.
- 2005.11.13 - nem volt adás
- 2005.11.20 - I Minu1. - Girl Friend1.
- 2005.11.27 - Epik High1. - Fly1.

December
- 2005.12.04 - g.o.d.25. - 2♡1.
- 2005.12.11 - Wheesung8. - 일년이면 (A Year Gone)1.
- 2005.12.18 - LeeSsang1. - 내가 웃는게 아니야 (I'm Not Really Laughing)1.
- 2005.12.25 - LeeSsang2. - 내가 웃는게 아니야 (I'm Not Really Laughing)2.

##### 2006
Január
- 2006.01.01 - nem volt adás
- 2006.01.08 - Tei7. - 그리움을 외치다 (Screaming I miss you)1.
- 2006.01.15 - M.C. the MAX7. - 사랑은 아프려고 하는거죠 (Love is Supposed to Hurt)1.
- 2006.01.22 - M.C. the MAX8. - 사랑은 아프려고 하는거죠 (Love is Supposed to Hurt)2.
- 2006.01.29 - nem volt adás

Február
- 2006.02.05 - Fly to the Sky5. - 남자답게 (Like a Man)1.
- 2006.02.12 - Fly to the Sky6. - 남자답게 (Like a Man)2.
- 2006.02.19 - Fly to the Sky7. - 남자답게 (Like a Man)3.
- 2006.02.26 - I Szujong4. - Grace1.

Március
- 2006.03.05 - I Szujong5. - Grace2.
- 2006.03.12 - I Hjori4. - Get Ya1.
- 2006.03.19 - I Hjori5. - Get Ya2.
- 2006.03.26 - nem volt adás

Április
- 2006.04.02 - I Szunggi2. - 하기 힘든말 (Words are Hard to Say)1.
- 2006.04.09 - Fly to the Sky8. - 피(避) (Evasion)1.
- 2006.04.16 - Se7en6. - 난 알아요 (I Know)1.
- 2006.04.23 - SeeYa1. - 여인의 향기 (A Woman's Scent)1.
- 2006.04.30 - SG Wannabe3. - 내사람 (Partner for Life)1.

Május
- 2006.05.07 - SG Wannabe4. - 내사람 (Partner for Life)2.
- 2006.05.14 - SG Wannabe5. - 내사람 (Partner for Life)3.
- 2006.05.21 - Tony An1. - 유추프라카치아 (Yutzpracachia)1.
- 2006.05.28 - nem volt adás

Június
- 2006.06.04 - Pek Csijong4. - 사랑안해 (Don't Love)1.
- 2006.06.11 - Shinhwa19. - Once in a Life Time1.
- 2006.06.18 - Shinhwa20. - Once in a Life Time2.
- 2006.06.25 - Super Junior1. - U1.

Július
- 2006.07.02 - Buzz4. - 남자를 몰라 (Confusion About Men)1.
- 2006.07.09 - Super Junior2. - U2.
- 2006.07.16 - Super Junior3. - U3.
- 2006.07.23 - SG Wannabe6. - 사랑했어요 (I Loved You)1.
- 2006.07.30 - SG Wannabe7. - 사랑했어요 (I Loved You)2.

Augusztus
- 2006.08.06 - SG Wannabe8. - 사랑했어요 (I Loved You)3.
- 2006.08.13 - PSY4.- 연예인 (Entertainer)1.
- 2006.08.20 - Super Junior4. - Dancing Out1.
- 2006.08.27 - Turtles1. - 비행기 (Airplane)1.

Szeptember
- 2006.09.03 - Turtles2. - 비행기 (Airplane)2.
- 2006.09.10 - PSY5. - 연예인 (Entertainer)2.
- 2006.09.17 - PSY6. - 연예인 (Entertainer)3.
- 2006.09.24 - Csang Lijin (feat. Kim Dzsunszu)1. - Timeless1.

Október
- 2006.10.01 - I Szunggi3. - 제발 (Please)1.
- 2006.10.08 - nem volt adás
- 2006.10.15 - TVXQ10. - "O"-正.反.合. ("O" - Jung.Ban.Hap.)1.
- 2006.10.22 - nem volt adás
- 2006.10.29 - TVXQ11. - "O"-正.反.合. ("O" - Jung.Ban.Hap.)2.

November
- 2006.11.05 - TVXQ12. - "O"-正.反.合. ("O" - Jung.Ban.Hap.)3.
- 2006.11.12 - nem volt adás
- 2006.11.19 - MC Mong7. - 아이스크림 (Ice Cream)1.
- 2006.11.26 - Eru1. - 까만안경 (Black Glasses)1.

December
- 2006.12.03 - Szong Szikjong4. - 거리에서 (On The Street)1.
- 2006.12.10 - Se7en7. - 라라라 (La La La)1.
- 2006.12.17 - Cson Dzsin1. - 사랑이 오지 않아요 (Love Doesn't Come)1.
- 2006.12.24 - Csang Uhjok1. - 폭풍속으로 (One Way)1.
- 2006.12.31 - nem volt adás

##### 2007
Január
- 2007.01.07 - SS5011. - 4 Chance1.
- 2007.01.14 - Szon Hojong1. - 사랑은 이별을 데리고 오다 (Love Brings Separation)1.
- 2007.01.21 - Brian1. - 가지마 (Don't Go)1.
- 2007.01.28 - SS5012. - 4 Chance2.

Február
- 2007.02.04 - SS5013. - 4 Chance3.
- 2007.02.11 - Eru2. - 흰눈 (White Snow)1.
- 2007.02.18 - nem volt adás
- 2007.02.25 - Eru3. - 흰눈 (White Snow)2.

Március
- 2007.03.04 - Epik High2. - Fan1.
- 2007.03.11 - Epik High3. - Fan2.
- 2007.03.18 - I Gicshan4. - 미인 (Angel)1.
- 2007.03.25 - nem volt adás

Április
- 2007.04.01 - Ivy1. - 유혹의 소나타 (Sonata of Temptation)1.
- 2007.04.08 - Ivy2. - 유혹의 소나타 (Sonata of Temptation)2.
- 2007.04.15 - nem volt adás
- 2007.04.22 - Ivy3. - 유혹의 소나타 (Sonata of Temptation)3.
- 2007.04.29 - SG Wannabe9. - 아리랑 (Arirang)1.

Május
- 2007.05.06 - SG Wannabe10. - 아리랑 (Arirang)2.
- 2007.05.13 - SG Wannabe11. - 아리랑 (Arirang)3.
- 2007.05.20 - Younha1. - 비밀번호 486 (Secret Number 486)1.
- 2007.05.27 - Ivy4. - 이럴거면 (If You're Gonna Be Like This)1.

Június
- 2007.06.03 - Younha2. - 비밀번호 486 (Secret Number 486)2.
- 2007.06.10 - nem volt adás (CSJH The Grace1. - 한번더,OK? (One More Time, OK?)1.)
- 2007.06.17 - CSJH The Grace2. - 한번더,OK? (One More Time, OK?)2.
- 2007.06.24 - Yangpa1. - 사랑...그게 뭔데 (Love... What is it?)1.

July
- 2007.07.01 - Yangpa2.- 사랑...그게 뭔데 (Love... What is it?)2.
- 2007.07.08 - Yangpa3.- 사랑...그게 뭔데 (Love... What is it?)3.
- 2007.07.15 - SeeYa2. - 사랑의 인사 (Love's Greeting)1.
- 2007.07.22 - LeeSsang3. - 발레리노 (Ballerino)1.
- 2007.07.29 - F.T. Island1. - 사랑앓이 (Love Sick)1.

August
- 2007.08.05 - F.T. Island2. - 사랑앓이 (Love Sick)2.
- 2007.08.12 - F.T. Island3. - 사랑앓이 (Love Sick)3.
- 2007.08.19 - Fly to the Sky9. - My Angel1.
- 2007.08.26 - Fly to the Sky10. - My Angel2.

September
- 2007.09.02 - Kim Dongvan1. - 손수건 (Handkerchief)1.
- 2007.09.09 - Big Bang1. - 거짓말 (Lies)1.
- 2007.09.16 - I Szunggi4. - 착한 거짓말 (White Lie)1.
- 2007.09.23 - nem volt adás
- 2007.09.30 - Szin Hjeszong3. - 첫사람 (First Person)1.

October
- 2007.10.07 - Wheesung9. - 사랑은 맛있다♡ (Love is Delicious♡)1.
- 2007.10.14 - nem volt adás
- 2007.10.21 - Super Junior5. - Don't Don1.
- 2007.10.28 - Wonder Girls1. - Tell Me1.

November
- 2007.11.04 - nem volt adás
- 2007.11.11 - Wonder Girls2. - Tell Me2.
- 2007.11.18 - Wonder Girls3. - Tell Me3.
- 2007.11.25 - Girls’ Generation1. - 소녀시대 (Girls Generation)1.

December
- 2007.12.02 - Girls’ Generation2. - 소녀시대 (Girls Generation)2.
- 2007.12.09 - Pak Csinjong4. - 니가 사는 그집 (The House You Live In)1.
- 2007.12.16 - Big Bang2. - 마지막 인사 (Last Farewell)1.
- 2007.12.23 - Big Bang3. - 마지막 인사 (Last Farewell)2.
- 2007.12.30 - nem volt adás

##### 2008
Január
- 2008.01.06 - F.T. Island4. - 너올때까지 (Until You Return)1.
- 2008.01.13 - Big Bang4. - 마지막 인사 (Last Farewell)3.
- 2008.01.20 - SeeYa3. - 슬픈 발걸음 (Sad Footsteps)1.
- 2008.01.27 - Haha1. - 너는 내운명 (You Are My Destiny)1.

Február
- 2008.02.03 - Girls’ Generation3. - Kissing You1.
- 2008.02.10 - nem volt adás
- 2008.02.17 - Girls’ Generation4. - Kissing You2.
- 2008.02.24 - Pak Csihun1. - 보고싶은 날엔 (The Day I Miss You)1.

Március
- 2008.03.02 - Brown Eyed Girls1. - L.O.V.E1.
- 2008.03.09 - Brown Eyed Girls2. - L.O.V.E2.
- 2008.03.16 - Jewelry3. - One more time1.
- 2008.03.23 - Jewelry4. - One more time2.
- 2008.03.30 - Jewelry5. - One more time3.

Április
- 2008.04.06 - Gummy2. & T.O.P.1. - 미안해요 (I'm Sorry)1.
- 2008.04.13 - Gummy3. & T.O.P.2. - 미안해요 (I'm Sorry)2.
- 2008.04.20 - SS5014. - Deja Vu1.
- 2008.04.27 - Nell1. - 기억을 걷는 시간 (Walking Through Memories)1.

Május
- 2008.05.04 - Davichi1. - 슬픈 다짐 (Sad Promise)1.
- 2008.05.11 - Epik High4. - One1.
- 2008.05.18 - Epik High5. - One2.
- 2008.05.25 - MC Mong8. - 서커스 (Circus)1.

Június
- 2008.06.01 - SG Wannabe12. - 라라라 (La La La)1.
- 2008.06.08 - nem volt adás
- 2008.06.15 - Wonder Girls4. - So Hot1.
- 2008.06.22 - Wonder Girls5. - So Hot2.
- 2008.06.29 - Wonder Girls6. - So Hot3.

Július
- 2008.07.06 - Taeyang1. - 나만 바라봐 (Only Look at Me)1.
- 2008.07.13 - Taeyang2. - 나만 바라봐 (Only Look at Me)2.
- 2008.07.20 - Taeyang3. - 나만 바라봐 (Only Look at Me)3.
- 2008.07.27 - I Hjori6. - U-Go-Girl1.

Augusztus
- 2008.08.03 - I Hjori7. - U-Go-Girl2.
- 2008.08.10 - I Hjori8. - U-Go-Girl3.
- 2008.08.17 - Davichi2. - 사랑과 전쟁 (Love and War)1.
- 2008.08.24 - Big Bang5. - 하루하루 (Day By Day)1.
- 2008.08.31 - Big Bang6. - 하루하루 (Day By Day)2.

Szeptember
- 2008.09.07 - Big Bang7. - 하루하루 (Day By Day)3.
- 2008.09.14 - nem volt adás
- 2008.09.21 - SHINee1. - 산소같은 너 (Love Like Oxygen)1.
- 2008.09.28 - I Hjori9. - Hey Mr.Big1.

Október
- 2008.10.05 - I Hjori10. - Hey Mr.Big2.
- 2008.10.12 - TVXQ13. - 주문(MIROTIC)1.
- 2008.10.19 - TVXQ14. - 주문(MIROTIC)2.
- 2008.10.26 - TVXQ15. - 주문(MIROTIC)3.

November
- 2008.11.02 - Rain9. - Rainism1.
- 2008.11.09 - nem volt adás
- 2008.11.16 - Kim Dzsongguk9. - 어제보다 오늘 더 (Today More Than Yesterday)1.
- 2008.11.23 - Kim Dzsongguk10. - 어제보다 오늘 더 (Today More Than Yesterday)2.
- 2008.11.30 - Big Bang8. - 붉은 노을 (Sunset Glow)1.

December
- 2008.12.07 - Big Bang9. - 붉은 노을 (Sunset Glow)2.
- 2008.12.14 - Big Bang10. - 붉은 노을 (Sunset Glow)3.
- 2008.12.21 - Pek Csijong5. - 총맞은것처럼 (Like Being Hit by a Bullet)1.
- 2008.12.28 - nem volt adás

##### 2009
Január
- 2009.01.04 - Pek Csijong6. - 총맞은것처럼 (Like Being Hit by a Bullet)2.
- 2009.01.11 - SS5015. - U R Man1.
- 2009.01.18 - Girls’ Generation5. - Gee1.
- 2009.01.25 - No Show

Február
- 2009.02.01 - Girls’ Generation6. - Gee2.
- 2009.02.08 - Girls’ Generation7. - Gee3.
- 2009.02.15 - Seungri1. - Strong Baby1.
- 2009.02.22 - Seungri2. - Strong Baby2.

Március
- 2009.03.01 - Seungri3. - Strong Baby3.
- 2009.03.08 - KARA1. - Honey1.
- 2009.03.15 - Davichi3. - 82821.
- 2009.03.22 - Davichi4. - 82822.
- 2009.03.29 - Super Junior6. - Sorry, Sorry1.

Április
- 2009.04.05 - Super Junior7. - Sorry, Sorry2.
- 2009.04.12 - Super Junior8. - Sorry, Sorry3.
- 2009.04.19 - Szon Dambi1. - 토요일 밤에 (On Saturday Night)1.
- 2009.04.26 - Szon Dambi2. - 토요일 밤에 (On Saturday Night)2.

Május
- 2009.05.03 - Szon Dambi3. - 토요일 밤에 (On Saturday Night)3.
- 2009.05.10 - 2PM1. - Again & Again1.
- 2009.05.17 - 2PM2. - Again & Again2.
- 2009.05.24 - nem volt adás (2PM3.- Again & Again3.)
- 2009.05.31 - SG Wannabe13. - 사랑해 (I Love You)1.

Június
- 2009.06.07 - Super Junior9. - 너라고 (It's You)1.
- 2009.06.14 - 2NE11. - Fire1.
- 2009.06.21 - 2NE12. - Fire2.
- 2009.06.28 - SHINee2. - 줄리엣 (Juliette)1.

Július
- 2009.07.05 - SHINee3. - 줄리엣 (Juliette)2.
- 2009.07.12 - Girls’ Generation8. - 소원을 말해봐 (Genie)1.
- 2009.07.19 - Girls’ Generation9. - 소원을 말해봐 (Genie)2.
- 2009.07.26 - 2NE13. - I don't care1.

Augusztus
- 2009.08.02 - 2NE14. - I don't care 2.
- 2009.08.09 - 2NE15. - I don't care 3.
- 2009.08.16 - Brown Eyed Girls3. - Abracadabra1.
- 2009.08.23 - nem volt adás (Brown Eyed Girls4. - Abracadabra2.)
- 2009.08.30 - KARA2. - Wanna1.

Szeptember
- 2009.09.06 - G-Dragon1. - Heartbreaker1.
- 2009.09.13 - G-Dragon2. - Heartbreaker2.
- 2009.09.20 - G-Dragon3. - Heartbreaker3.
- 2009.09.27 - 4minute1. - Muzik1.

Október
- 2009.10.04 - nem volt adás (I Szunggi5.- 우리 헤어지자 (Let's Break Up)1.)
- 2009.10.11 - nem volt adás (I Szunggi6. - 우리 헤어지자 (Let's Break Up)2.)
- 2009.10.18 - Kim Theu1. - 사랑비 (Love Rain)1.
- 2009.10.25 - Kim Theu2. - 사랑비(Love Rain)2.

November
- 2009.11.01 - SHINee4. - Ring Ding Dong1.
- 2009.11.08 - SHINee5. - Ring Ding Dong2.
- 2009.11.15 - SHINee6. - Ring Ding Dong3.
- 2009.11.22 - nem volt adás (SS5016. - Love Like This1.)
- 2009.11.29 - 2PM4. - Heartbeat1.

December
- 2009.12.06 - 2PM5. - Heartbeat2.
- 2009.12.13 - 2PM6. - Heartbeat3.
- 2009.12.20 - After School1. - 너 때문에 (Because of You)1.
- 2009.12.27 - nem volt adás(After School2.- 너 때문에 (Because of You)2.)

##### 2010
Január
- 2010.01.03 - T-ara1. - Bo Peep Bo Peep1.
- 2010.01.10 - T-ara2. - Bo Peep Bo Peep2.
- 2010.01.17 - T-ara3. - Bo Peep Bo Peep3.
- 2010.01.24 - After School3. - 너 때문에 (Because of You)3.
- 2010.01.31 - CNBLUE1. - 외톨이야 (I'm A Loner)1.

Február
- 2010.02.07 - 2AM1. - 죽어도 못 보내 (Won’t Let Go Even If I Die)1.
- 2010.02.14 - Girls’ Generation10. - Oh! 1.
- 2010.02.21 - Girls’ Generation11. - Oh!2.
- 2010.02.28 - Girls’ Generation12. - Oh! 3.

Március
- 2010.03.07 - 2AM2. - 죽어도 못 보내 (Won’t Let Go Even If I Die)2.
- 2010.03.14 - KARA3. - 루팡 (Lupin)1.
- 2010.03.21 - T-ara4.  - 너 때문에 미쳐 (Crazy Because Of You)1.
- 2010.03.28 - nem volt adás (T-ara5th  - 너 때문에 미쳐 (Crazy Because Of You)2.)

Április
- 2010.04.04 - nem volt adás (Girls’ Generation13. - Run Devil Run1.)
- 2010.04.11 - Girls’ Generation14. - Run Devil Run2.
- 2010.04.18 - nem volt adás (Rain10. - 널 붙잡을 노래 (Love Song)1.)
- 2010.04.25 - nem volt adás (I Hjori11. - Chitty Chitty Bang Bang1.)

Május
- 2010.05.02 - I Hjori12. - Chitty Chitty Bang Bang2.
- 2010.05.09 - I Hjori13. - Chitty Chitty Bang Bang3.
- 2010.05.16 - 2PM7. - Without U1.
- 2010.05.23 - 2PM8. - Without U2.
- 2010.05.30 - nem volt adás (Super Junior10. - 미인아 (Bonamana)1.)

Június
- 2010.06.06 - nem volt adás (Super Junior11. - 미인아 (Bonamana)2.)
- 2010.06.13 - Super Junior12. - 미인아 (Bonamana)3.
- 2010.06.20 - CNBLUE2. - Love1.
- 2010.06.27 - IU1. & Seulong (of 2AM)1. - 잔소리 (Nagging)1.

Július
- 2010.07.04 - CNBLUE3. - Love2.
- 2010.07.11 - Super Junior13. - 너 같은 사람 또 없어 (No Other)1.
- 2010.07.18 - Taeyang4. - I Need a Girl1.
- 2010.07.25 - Taeyang5th - I Need a Girl2.

Augusztus
- 2010.08.01 - miss A1. - Bad Girl Good Girl1.
- 2010.08.08 - SHINee7. - Lucifer1.
- 2010.08.15 - SHINee8. - Lucifer2.
- 2010.08.22 - BoA16. - Hurricane Venus1.
- 2010.08.29 - BoA17. - Hurricane Venus2.

Szeptember
- 2010.09.05 - F.T. Island5th - 사랑 사랑 사랑 (Love Love Love)1.
- 2010.09.12 - F.T. Island6. - 사랑 사랑 사랑 (Love Love Love)2.
- 2010.09.19 - nem volt adás (2NE16. - Can't Nobody1.)
- 2010.09.26 - 2NE17. - Can't Nobody2.

Október
- 2010.10.03 - 2NE18. - Can't Nobody3.
- 2010.10.10 - nem volt adás (2NE19. - Go Away1.)
- 2010.10.17 - SHINee9. - Hello1.
- 2010.10.24 - 2PM9. - I'll be back1.
- 2010.10.31 - Ga-in1. - Irreversible 1.

November
- 2010.11.07 - Girls’ Generation15th - 훗 (Hoot)1.
- 2010.11.14 - nem volt adás (2AM3. - 전활 받지 않는 너에게 (You Wouldn't Answer My Calls)1.)
- 2010.11.21 - Girls’ Generation16. - 훗 (Hoot)2.
- 2010.11.28 - Girls’ Generation17. - 훗 (Hoot)3.

December
- 2010.12.05 - BEAST1. - Beautiful1.
- 2010.12.12 - KARA4. - 점핑 (Jumping)1.
- 2010.12.19 - IU2. - 좋은 날 (Good Day)1.
- 2010.12.26 - IU3. - 좋은 날 (Good Day)2.

##### 2011
Január
- 2011.01.02 - nem volt adás (IU4. - 좋은 날 (Good Day)3.)
- 2011.01.09 - G-Dragon4. & T.O.P.1. - High High1.
- 2011.01.16 - TVXQ16. - 왜 (Keep Your Head Down)1.
- 2011.01.23 - TVXQ17. - 왜 (Keep Your Head Down)2.
- 2011.01.30 - TVXQ18. - 왜 (Keep Your Head Down)3.

Február
- 2011.02.06 - Seungri4. - 어쩌라고 (What Can I Do)1.
- 2011.02.13 - Seungri5. - 어쩌라고 (What Can I Do)2.
- 2011.02.20 - Secret1. - Shy Boy1.
- 2011.02.27 - G.NA1. - Black & White1.

Március
- 2011.03.06 - Big Bang11. - Tonight1.
- 2011.03.13 - Big Bang12. - Tonight2.
- 2011.03.20 - Big Bang13. - Tonight3.
- 2011.03.27 - TVXQ19. - 이것만은 알고가 (Before U Go)1.

Április
- 2011.04.03 - K.Will1. - 가슴이 뛴다 (My Heart is Beating)1.
- 2011.04.10 - CNBLUE4. - 직감 (Intuition)1.
- 2011.04.17 - Big Bang14. - Love Song1.
- 2011.04.24 - Big Bang15. - Love Song2.

Május
- 2011.05.01 - Big Bang16. - Love Song3.
- 2011.05.08 - f(x)1. - 피노키오 (Danger)1.
- 2011.05.15 - f(x)2. - 피노키오 (Danger)2.
- 2011.05.22 - f(x)3. - 피노키오 (Danger)3.
- 2011.05.29 - 2NE110. - Lonely1.

Június
- 2011.06.05 - BEAST2. - Fiction1.
- 2011.06.12 - BEAST3. - Fiction2.
- 2011.06.19 - Secret2. - 별빛달빛 (Starlight Moonlight)1.
- 2011.06.26 - f(x)4. - Hot Summer1.

Július
- 2011.07.03 - 2PM10. - Hands Up1.
- 2011.07.10 - 2PM11. - Hands Up2.
- 2011.07.17 - 2NE111. - 내가 제일 잘나가 (I Am The Best)1.
- 2011.07.24 - T-ara6. - Roly-Poly1.
- 2011.07.31 - miss A2. - Good-bye Baby1.

Augusztus
- 2011.08.07 - 2NE112. - Ugly1.
- 2011.08.14 - 2NE113. - Ugly2.
- 2011.08.21 - Super Junior14. - Mr. Simple1.
- 2011.08.28 - Super Junior15. - Mr. Simple2.

Szeptember
- 2011.09.04 - Super Junior16. - Mr. Simple3.
- 2011.09.11 - SISTAR1. - So Cool1.
- 2011.09.18 - Davichi5. - 안녕이라고 말하지마 (Don't Say Goodbye)1.
- 2011.09.25 - KARA5. - STEP1.

Október
- 2011.10.02 - nem volt adás (Davichi6. - 안녕이라고 말하지마 (Don't Say Goodbye)2.)
- 2011.10.09 - INFINITE1. - 파라다이스 (Paradise)1.
- 2011.10.16 - Brown Eyed Girls5. - Sixth Sense1.
- 2011.10.23 - Brown Eyed Girls6. - Sixth Sense2.
- 2011.10.30 - Girls’ Generation18. - The Boys1.

November
- 2011.11.06 - Girls’ Generation19. - The Boys2.
- 2011.11.13 - Girls’ Generation20. - The Boys3.
- 2011.11.20 - I Szunggi7. - 친구잖아 (Aren't We Friends)1.
- 2011.11.27 - Wonder Girls7. - Be My Baby1.

December
- 2011.12.04 - Wonder Girls8. - Be My Baby2.
- 2011.12.11 - Wonder Girls9. - Be My Baby3.
- 2011.12.18 - IU5. - 너랑 나 (You and I)1.
- 2011.12.25 - IU6. - 너랑 나 (You and I)2.

##### 2012
Január
- 2012.01.01 - IU7. - 너랑 나 (You and I)3.
- 2012.01.08 - Kim Hjona1. & Csang Hjongszong1st - Trouble Maker1.
- 2012.01.15 - T-ara7. - Lovey-Dovey1.
- 2012.01.22 - nem volt adás (T-ara8. - Lovey-Dovey2.)
- 2012.01.29 - T-ara9. - Lovey-Dovey3.

Február
- 2012.02.05 - Teen Top1. - 미치겠어 (Going Crazy)1.
- 2012.02.12 - Se7en8. - 내가 노래를 못해도 (When I Can't Sing)1.
- 2012.02.19 - Se7en9. - 내가 노래를 못해도 (When I Can't Sing)2.
- 2012.02.26 - F.T. Island7. - 지독하게 (Severely)1.

Március
- 2012.03.04 - miss A3. - Touch1.
- 2012.03.11 - Big Bang17. - BLUE1.
- 2012.03.18 - Big Bang18. - BLUE2.
- 2012.03.25 - Big Bang19. - BLUE3.

Április
- 2012.04.01 - SHINee10. - Sherlock1.
- 2012.04.08 - SHINee11. - Sherlock2.
- 2012.04.15 - SHINee12. - Sherlock3.

#### Tripla koronás dalok
A Tripla koronás dal olyan dal, amelyik háromszor megkapta a Mutizen-dal díját, ezek után lekerül a listáról.
| 2000 & 2001 - Fin.K.L - Now - 2000.11.- ,2000.11.-,2000.11.- - g.o.d. - 니가 필요해 (I Need You) - 2001.01.-,2001.01.-,2001.02.- - Position - I Love You - 2001.03.-,2001.03.-,2001.03.- - Kim Gonmo - 짱가 - 2001.07.-,2001.07.-,2001.07.- - g.o.d. - 길 (Road) - 2001.12.-,2001.12.-,2001.12.- | 2002 - g.o.d. - 니가 있어야 할 곳 (Place Where You Need To Be) - 2002.01.-,2002.02.-,2002.02.- - J.t.l. - A Better Day - 2002.02.-,2002.02.-,2002.03.- - S.E.S. - U - 2002.03.-,2002.03.-,2002.03.- - Fin.K.L - 영원 (Forever) - 2002.03.-,2002.04.-,2002.04.- - Shinhwa - Perfect Man - 2002.04.-,2002.04.-,2002.05.- - BoA - No.1 - 2002.05.-,2002.05.-,2002.05.- - Im Cshangdzsong - 슬픈 혼잣말 (Sad Monologue) - 2002.06.-,2002.06.-,2002.07.- - Wax - 부탁해요 (A Request From You) - 2002.09.-,2002.09.-,2002.09.- |

| 2003 - BoA - 아틀란티스 소녀 (Atlantis Princess) - 2003.06.22, 2003.07.06, 2003.07.13 - Cool - 결혼을 할거라면 (If you will get marry) - 2003.08.03, 2003.08.10, 2003.08.17 - I Hjori - 10 minutes - 2003.09.07, 2003.09.14, 2003.09.21 - S - I Swear - 2003.10.19, 2003.10.26, 2003.11.02 - Rain - 태양을 피하는 방법 (Ways to Avoid the Sun) - 2003.11.09, 2003.11.23, 2003.11.30 | 2004 - MC The Max - 사랑의시 (Love's Poem) - 2004.01.18, 2004.01.25, 2004.02.15 - 1TYM - 핫뜨거 (Feels So Hot) - 2004.02.01, 2004.02.08, 2004,02.22 - Tei - 사랑은 향기를 남기고 (Love Leaves A Scent) - 2004.02.29, 2004.03.07, 2004.03.14 - TVXQ - Hug - 2004.03.28, 2004.04.04, 2004.04.11 - Koyote - 디스코왕 (Disco King) - 2004.04.18, 2004.05.02, 2004.05.16 - BoA - My name - 2004.07.04, 2004.07.11, 2004.07.18 - Se7en - 열정 (Passion) - 2004.08.08, 2004.08.15, 2004.08.29 - Rain - It's Raining - 2004.11.07, 2004.11.21, 2004.11.28 |

| 2005 - g.o.d. - 반대가 끌리는 이유 - 2005.01.30, 2005.02.06, 2005.02.13 - Tei - 사랑은 하나다 (Love Is... only one) - 2005.02.20, 2005.02.27, 2005.03.06 - Cso Szongmo - Mr.Flower - 2005.03.20, 2005.04.03, 2005.04.10 - Buzz - 겁쟁이 (Coward) - 2005.03.27, 2005.04.17, 2005.04.24 - BoA - Girls on top - 2005.07.17, 2005.07.24, 2005.07.31 - Kim Dzsongguk - 제자리걸음 (Walking in the Same Place) - 2005.08.07, 2005.08.14, 2005.08.21 - Kim Dzsongguk - 사랑스러워 (Lovely) - 2005.09.11, 2005.09.25, 2005.10.02 - TVXQ - Rising Sun - 2005.10.09, 2005.10.16, 2005.10.23 | 2006 - Fly to the Sky - 남자답게 (Like a Man) - 2006.02.05, 2006.02.12, 2006.02.19 - SG Wannabe - 내사람 (Partner for Life) - 2006.04.30, 2006.05.07, 2006.05.14 - Super Junior - U - 2006.06.25, 2006.07.09, 2006.07.16 - SG Wannabe - 사랑했어요 (I Loved You) - 2006.07.23, 2006.07.30, 2006.08.06 - Psy - 연예인 (Entertainer) - 2006.08.13, 2006.09.10, 2006.09.17 - TVXQ - "O"-正.反.合. ("O" - Jung.Ban.Hap.) - 2006.10.15, 2006.10.29, 2006.11.05 |

| 2007 - SS501 - 4 Chance - 2007.01.07, 2007.01.28, 2007.02.04 - Ivy - 유혹의 소나타 (Sonata of Temptation) - 2007.04.01, 2007.04.08, 2007.04.22 - SG Wannabe - 아리랑 (Arirang) - 2007.04.29, 2007.05.06, 2007.05.13 - Yangpa - 사랑...그게 뭔데 (Love... What is it?) - 2007.06.24, 2007.07.01, 2007.07.08 - F.T. Island - 사랑앓이 (Love Sick) - 2007.07.29, 2007.08.05, 2007.08.12 - Wonder Girls - Tell Me - 2007.10.28, 2007.11.11, 2007.11.18 | 2008 - Big Bang - 마지막 인사 (Last Farewell) - 2007.12.16, 2007.12.23, 2008.01.13 - Jewelry - One More Time - 2008.03.16, 2008.03.23, 2008.03.30 - Wonder Girls - So Hot - 2008.06.15, 2008.06.22, 2008.06.29 - Taeyang - 나만 바라봐 (Only Look at Me) - 2008.07.06, 2008.07.13, 2008.07.20 - Lee Hyori - U-Go-Girl - 2008.07.27, 2008.08.03, 2008.08.10 - Big Bang - 하루하루 (Day By Day) - 2008.08.24, 2008.08.31, 2008.09.07 - TVXQ - 주문(MIROTIC) - 2008.10.12, 2008.10.19, 2008.10.26 - Big Bang - 붉은 노을 (Sunset Glow) - 2008.11.30, 2008.12.07, 2008.12.14 |

| 2009 - Girls’ Generation - Gee - 2009.01.18, 2009.02.01, 2009.02.08 - Seungri - Strong Baby - 2009.02.15, 2009.02.22, 2009.03.01 - Super Junior - Sorry Sorry - 2009.03.29, 2009.04.05, 2009.04.12 - Szon Dambi - 토요일 밤에 (On Saturday Night) - 2009.04.19, 2009.04.26, 2009.05.03 - 2PM - Again & Again - 2009.05.10, 2009.05.17, 2009.05.24 - 2NE1 - I Don't Care - 2009.07.26, 2009.08.02, 2009.08.09 - G-Dragon - Heartbreaker - 2009.09.06, 2009.09.13, 2009.09.20 - SHINee - Ring Ding Dong - 2009.11.01, 2009.11.08, 2009.11.15 - 2PM - Heartbeat - 2009.11.29, 2009.12.06, 2009.12.13 | 2010 - T-ara - Bo Peep Bo Peep - 2010.01.03, 2010.01.10, 2010.01.17 - After School - 너 때문에 (Because of You) - 2009.12.20, 2009.12.27, 2010.01.24 - Girls’ Generation - Oh! - 2010.02.14, 2010.02.21, 2010.02.28 - I Hjori - Chitty Chitty Bang Bang - 2010.04.25, 2010.05.02, 2010.05.09 - Super Junior - 미인아 (Bonamana) - 2010.05.30, 2010.06.06, 2010.06.13 - 2NE1 - Can't Nobody - 2010.09.19, 2010.09.26, 2010.10.03 - Girls’ Generation - 훗 (Hoot) - 2010.11.07, 2010.11.21, 2010.11.28 |

| 2011 - IU - Good Day - 2010.12.19, 2010.12.26, 2011.01.02 - TVXQ - 왜 (Keep Your Head Down) - 2011.01.16, 2011.01.23, 2011.01.30 - Big Bang - Tonight - 2011.03.06, 2011.03.13, 2011.03.20 - Big Bang - Love Song - 2011.04.17, 2011.04.24, 2011.05.01 - f(x) - 피노키오 (Danger) - 2011.05.08, 2011.05.15, 2011.05.22 - Super Junior - Mr. Simple - 2011.08.21, 2011.08.28, 2011.09.04 - Girls’ Generation - The Boys - 2011.10.30, 2011.11.6, 2011.11.13 - Wonder Girls - Be My Baby - 2011.11.27, 2011.12.04, 2011.12.11 | 2012 - IU - 너랑 나 (You and I) - 2011.12.18, 2011.12.25, 2012.01.01 - T-ara - Lovey Dovey - 2012.01.15, 2012.01.22, 2012.01.29 - Big Bang - BLUE - 2012.03.11, 2012.03.18, 2012.03.25 - SHINee - Sherlock - 2012.04.01, 2012.04.08, 2012.04.15 |

## Rekordok
A listán legtöbbször szerepelt előadók
| #  | Előadó            | Szereplés száma | Debütálás |
| -- | ----------------- | --------------- | --------- |
| 1. | g.o.d.            | 25x             | 1999-2006 |
| 2. | Ju Szongdzsun     | 21x             | 1997-2002 |
| 3. | Shinhwa           | 20x             | 1998      |
| 3. | Girls’ Generation | 20x             | 2007      |
| 4. | TVXQ              | 19x             | 2003      |
| 4. | Big Bang          | 19x             | 2006      |
| 5. | Fin.K.L           | 17x             | 1998-2005 |
| 5. | BoA               | 17x             | 2000      |

Legtöbb tripla koronás dal
| #  | Előadó            | Dalok száma | Debütálás |
| -- | ----------------- | ----------- | --------- |
| 1. | Big Bang          | 6 dal       | 2006      |
| 2. | TVXQ              | 5 dal       | 2003      |
| 3. | g.o.d.            | 4 dal       | 1999-2006 |
| 3. | BoA               | 4 dal       | 2000      |
| 3. | Super Junior      | 4 dal       | 2005      |
| 3. | Girls’ Generation | 4 dal       | 2007      |
| 4. | Fin.K.L           | 3 dal       | 1998-2005 |
| 4. | I Hjori           | 3 dal       | 2003      |
| 4. | SG Wannabe        | 3 dal       | 2004      |
| 4. | Wonder Girls      | 3 dal       | 2007      |

## Fordítás
- Ez a szócikk részben vagy egészben  a   The Music Trend című angol Wikipédia-szócikk fordításán alapul.  Az eredeti cikk szerkesztőit annak laptörténete sorolja fel. Ez a jelzés csupán a megfogalmazás eredetét és a szerzői jogokat jelzi, nem szolgál a cikkben szereplő információk forrásmegjelöléseként.

## Külső hivatkozások
- A The Music Trend csatornája a YouTube-on